# Bernard Gauducheau
Bernard Gauducheau, né le 26 juin 1955 à Périgueux, est un homme politique français.

## Biographie

### Parcours professionnel
Il arrive en région parisienne à 19 ans pour intégrer la faculté des sciences d'Orsay dans un cursus de biochimie et devient technicien biochimiste en 1975 au sein d'un laboratoire de cancérologie virale de l'Institut Curie, fonction qu'il exerce jusqu'en 1978. Il fait ensuite son service national comme aiguilleur du ciel, pour le trafic militaire, à Orly en tant qu'aspirant de l'armée de l'air[réf. nécessaire]. 
Après son service, il se réoriente vers la vie associative auprès de Georges Gorse, alors maire de Boulogne-Billancourt. De 1979 à 1984, il exerce la fonction de directeur du service Jeunesse de la ville de Boulogne-Billancourt puis celle de directeur des études de l'Institut d'animation, de formation et de conseil de 1984 à 1986.
Puis André Santini, député-maire d’Issy-les-Moulineaux, que Bernard Gauducheau et sa famille connaissent depuis plusieurs dizaines d’années, l’engage en 1986 comme directeur de cabinet puis de 1990 à 1998 comme assistant parlementaire à l’Assemblée nationale.

### Parcours politique
Membre du Nouveau Centre puis de l’Union des démocrates et indépendants dès sa création en 2012, il dirige la section UDI de Vanves. Il est également membre du Mouvement européen depuis 1975.
Il est élu conseiller municipal de Vanves en mars 1989 et devient maire-adjoint de Vanves de 1989 à 1995. A compter de juin 1995, il siège dans l'opposition, la liste Morin sortante ayant été battue par la liste de gauche conduite par Guy Janvier, du Parti socialiste. En 2001, il se présente aux élections municipales de Vanves en tant que tête de liste UDF-RPR qui recueille 51,27 % des voix au second tour.
En 2003, Vanves rejoint la communauté d’agglomération Arc de Seine devenu en 2010 Grand Paris Seine Ouest, troisième communauté d’agglomération et second bassin d’emploi d’Île-de-France. Il y occupe le poste de vice-président chargé du développement durable.
En 2004, il perd son siège de conseiller général avec 49,6 % des voix face au candidat socialiste Guy Janvier. Il est réélu en 2008 à la tête de la mairie de Vanves et améliore son score de 2001 avec  55,38 % des voix au second tour face à Guy Janvier. Lors des élections régionales de 2010, Bernard Gauducheau est élu sur la liste d’Union de la majorité présidentielle.
Au conseil régional d'Île-de-France, il siège au sein de la commission Aménagement du territoire. À ce titre, il défend le projet structurant pour l’ouest parisien de poursuite de la couverture du boulevard périphérique.
Le 23 mars 2014, il est réélu maire de Vanves dès le 1er tour avec 61,07 % des voix .
Il soutient Alain Juppé pour la primaire présidentielle des Républicains de 2016.
Au sein du conseil municipal qu'il préside, il a comme opposant Gabriel Attal, ancien ministre notamment de l'Education devenu Premier ministre le 9 janvier 2024. 

## Distinctions

### Décorations
- Chevalier de la Légion d'honneur (décret du 14 juillet 2006)

## Synthèse des mandats et fonctions

### Mandats locaux
- Maire :
  - depuis le 25 mars 2001 : maire de Vanves.

- Adjoint au maire :
  - 19 mars 1989 - 18 juin 1995 : adjoint au maire de Vanves (Hauts-de-Seine).

- Conseil régional :
  - depuis le 26 mars 2010 : conseiller régional d’Île-de-France

- Conseil général :
  - 22 juillet 1998 - 1er avril 2004 : conseiller général UDF des Hauts-de-Seine
  - 2003- 2004 : vice-président UDF du conseil général des Hauts-de-Seine

- Conseil communautaire :
  - À partir du 1er janvier 2003 : vice-président de la communauté d’agglomération Arc de Seine ;
  - Depuis le 1er janvier 2010 : vice-président de l'EPT Grand Paris Seine Ouest

### Autres fonctions
- Depuis 2010 : membre du bureau du syndicat Paris Métropole[9]
- Depuis 2010 : membre du comité stratégique de la Société du Grand Paris[10]
- Président de la commission Commerce – Artisanat – Entreprise au sein de l’Association des maires d’Île-de-France
- Depuis le 15 décembre 2015 : président du comité stratégique de la Société du Grand Paris[11]